# Ununennium
L'ununennium (symbole Uue) est la dénomination systématique de l'UICPA pour l'élément chimique hypothétique de numéro atomique 119, parfois encore appelé eka-francium en référence à la désignation provisoire des éléments par Dmitri Mendeleïev, et presque toujours appelé élément 119 dans la littérature scientifique. Dans le tableau périodique, cet élément se trouverait en première position sur la 8e période, avec des propriétés peut-être semblables à celles d'un métal alcalin appartenant au bloc s. En raison d'effets relativistes qui compriment son orbitale 8s, il serait moins réactif que le francium et le césium, et présenterait des propriétés chimiques plus proches de celles du rubidium sur la période 5 que de celles du francium sur la période 7 ; son rayon atomique serait par ailleurs du même ordre que celui du francium.
De nombreuses tentatives ont été menées pour synthétiser des noyaux d'élément 119, par des équipes américaines, russes et allemandes. En décembre 2016, aucune de ces tentatives n'avait permis d'observer d'isotope d'élément 119, et les données expérimentales collectées au cours de ces expériences suggèrent que l'observation de tels nucléides serait à la limite extrême des technologies actuellement existantes, de sorte que l'observation de l'élément 120, qui lui fait suite dans le tableau périodique, nécessiterait de développer préalablement des technologies aujourd'hui inconnues[réf. nécessaire].

## Tentatives de synthèse
La première tentative de synthèse de l'élément 119 a eu lieu en 1985 par bombardement d'une cible en 254Es avec du 48Ca à l'accélérateur SuperHILAC de Berkeley, en Californie :
48
20Ca + 254
99Es → 302
119Uue* → échec.
Aucun atome n'avait été détecté, conduisant à une estimation de section efficace maximum de 300 nb (1 nb = 10–33 cm2). Des calculs ultérieurs ont montré que la réaction de désintégration à trois neutrons, qui donnerait le nucléide 299119, aurait une section efficace 600 000 fois plus faible que cette limite supérieure, à 0,5 pb (1 pb = 10–36 cm2).
Plus récemment, il a fait l'objet de tentatives de synthèse par des équipes russes en 2011 et allemandes en 2012. Ces dernières ont projeté du 50Ti sur des cibles de 249Bk à l'aide de l'instrument TASCA au GSI à Darmstadt pour tenter de produire des nucléides 295119 et 296119. Les sections efficaces calculées laissaient espérer que des noyaux d'élément 119 pourraient être observés en cinq mois, cette réaction étant suffisamment asymétrique, bien que relativement froide :
50
22Ti + 249
97Bk → 299
119Uue* → 296
119Uue + 3 1
0n.
50
22Ti + 249
97Bk → 299
119Uue* → 295
119Uue + 4 1
0n.
Il était prévu que cette expérience se prolonge jusqu'en novembre 2012, mais elle fut interrompue afin de permettre l'utilisation des cibles en 249Bk pour confirmer la synthèse du tennesse à l'aide de projectiles en 48Ca. L'utilisation de projectiles en 50Ti à la place du 48Ca pour tenter de produire du 295119 et du 296119 est due à l'impossibilité pratique de produire des quantités suffisantes de 254Es pour en faire une cible utilisable ; cette contrainte rend la réaction moins asymétrique et réduit le rendement de production d'élément 119 d'un facteur 20.
En raison des périodes radioactives très brèves attendues pour les isotopes de l'élément 119, le GSI s'est équipé d'une électronique « rapide » capable d'enregistrer des désintégrations survenant en quelques microsecondes. Cela n'a cependant pas suffi à détecter de noyaux d'élément 119, plaçant la limite supérieure de section efficace à 70 fb (1 fb = 10–39 cm2). La véritable section efficace prédite se situe autour de 40 fb (voire 20 fb), ce qui est à la limite des technologies disponibles en 2016.

## Articles liés
- Îlot de stabilité
- Modèle en couches
- Éléments de la période 8

|   | 1   | 2   |   |     |     |     |     |     |     |     |     |     |     |     |     |     |     | 3   | 4   | 5   | 6   | 7   | 8   | 9   | 10  | 11 | 12 | 13 | 14 | 15 | 16 | 17 | 18 |
| 1 | H   |     |   |     |     |     |     |     |     |     |     |     |     |     |     |     |     |     |     |     |     |     |     |     |     |    |    |    |    |    |    |    | He |
| 2 | Li  | Be  |   |     |     |     |     |     |     |     |     |     |     |     |     |     |     |     |     |     |     |     |     |     |     |    |    | B  | C  | N  | O  | F  | Ne |
| 3 | Na  | Mg  |   |     |     |     |     |     |     |     |     |     |     |     |     |     |     |     |     |     |     |     |     |     |     |    |    | Al | Si | P  | S  | Cl | Ar |
| 4 | K   | Ca  |   |     |     |     |     |     |     |     |     |     |     |     |     |     |     | Sc  | Ti  | V   | Cr  | Mn  | Fe  | Co  | Ni  | Cu | Zn | Ga | Ge | As | Se | Br | Kr |
| 5 | Rb  | Sr  |   |     |     |     |     |     |     |     |     |     |     |     |     |     |     | Y   | Zr  | Nb  | Mo  | Tc  | Ru  | Rh  | Pd  | Ag | Cd | In | Sn | Sb | Te | I  | Xe |
| 6 | Cs  | Ba  |   | La  | Ce  | Pr  | Nd  | Pm  | Sm  | Eu  | Gd  | Tb  | Dy  | Ho  | Er  | Tm  | Yb  | Lu  | Hf  | Ta  | W   | Re  | Os  | Ir  | Pt  | Au | Hg | Tl | Pb | Bi | Po | At | Rn |
| 7 | Fr  | Ra  |   | Ac  | Th  | Pa  | U   | Np  | Pu  | Am  | Cm  | Bk  | Cf  | Es  | Fm  | Md  | No  | Lr  | Rf  | Db  | Sg  | Bh  | Hs  | Mt  | Ds  | Rg | Cn | Nh | Fl | Mc | Lv | Ts | Og |
| 8 | 119 | 120 | * |     |     |     |     |     |     |     |     |     |     |     |     |     |     |     |     |     |     |     |     |     |     |    |    |    |    |    |    |    |    |
|   |     |     | * | 121 | 122 | 123 | 124 | 125 | 126 | 127 | 128 | 129 | 130 | 131 | 132 | 133 | 134 | 135 | 136 | 137 | 138 | 139 | 140 | 141 | 142 |    |    |    |    |    |    |    |    |

| Métaux alcalins | Métaux alcalino-terreux | Lanthanides    | Métaux de transition | Métaux pauvres | Métalloïdes | Non-métaux | Halogènes | Gaz nobles | Éléments non classés |
| Métaux alcalins | Métaux alcalino-terreux | Actinides      | Métaux de transition | Métaux pauvres | Métalloïdes | Non-métaux | Halogènes | Gaz nobles | Éléments non classés |
| Métaux alcalins | Métaux alcalino-terreux | Superactinides | Métaux de transition | Métaux pauvres | Métalloïdes | Non-métaux | Halogènes | Gaz nobles | Éléments non classés |